# Jasmin Nunige
Jasmin Nunige (* 28. Dezember 1973 in Davos als Jasmin Baumann) ist eine Schweizer Ultramarathonläuferin und ehemalige Skilangläuferin. Sie arbeitet als medizinische Masseurin in Davos.
Sie begann ihre Spitzensport-Karriere als Langläuferin. 1994 startete sie an den Olympischen Winterspielen in Lillehammer über 5 km klassisch und 10 km Freistil. Ein Jahr darauf nahm sie an der Nordischen Skiweltmeisterschaft teil. Bei Schweizer Meisterschaften siegte sie im Jahr 1992 mit der Staffel vom Bündner Skiverband. Aufgrund von Verletzungen und Leistungsdruck trat sie 1998 mit 24 Jahren zurück.
Sie heiratete den französischen Leichtathleten Guy Nunige, der als Privattrainer tätig ist. Das Paar hat zwei Kinder, einen Sohn und eine Tochter. In der Folge nahm Jasmin Nunige den Laufsport auf, wobei sie sowohl Stadtmarathons als auch Bergläufe absolvierte.
Im März 2011 wurde bei Jasmin Nunige Multiple Sklerose diagnostiziert. Trotz dieser entzündlichen Nervenkrankheit entschied sie sich dazu, mit dem Spitzensport weiterzumachen. Drei Monate nach der Diagnose gewann sie erstmals den Liechtenstein-Marathon. An diesem Berglauf siegte sie viermal in Folge. Bei ihrem Heimrennen, dem Swiss Alpine Marathon in Davos, feierte sie auf der Hauptdistanz über 78 km zwischen 2005 und 2016 insgesamt sieben Siege. 2016 gewann sie den 90 Kilometer langen Ultravasan in Schweden in neuer Rekordzeit.
Neben der Arbeit in ihrer Massagepraxis hält Nunige Referate und absolviert eine Weiterbildung zum Sportmentalcoach.